# Andy Khachaturian
Ontronik "Andy" Khachaturian (født 4. maj 1975 i Los Angeles), var System of a Downs første trommeslager. Efter bandets første tre demoer forlod han gruppen, som følge af musikalske forskelle. Khachaturian har dog i senere interviews understreget, at der ikke er noget fjendskab mellem ham og resten af bandet, og har ovenikøbet afløst vokalisten Serj Tankian til en koncert efter han blev ramt af sygdom.
Efter at have forladt System of a Down blev han forsanger i The Apex Theory indtil november 2002. Han er nu blevet forsanger for bandet VoKEE i stedet for.

## Fodnoter
1. ↑  Navnet er anført på engelsk og stammer fra Wikidata hvor navnet endnu ikke findes på dansk.
2. ↑  "Interview with System of a Down's original drummer, OnTronik "Andy" Khachaturian". Arkiveret fra originalen 20. februar 2010. Hentet 2010-08-09.